# Cutrofiano
Cutrofiano là một đô thị và thị xã của Ý. Đô thị này thuộc tỉnh Lecce trong vùng Apulia. Cutrofiano có diện tích 55 km2, dân số theo ước tính năm 2005 của Viện thống kê quốc gia Ý là 9308 người. 
Các đơn vị dân cư:
Đô thị Cutrofiano giáp với các đô thị: